# 브뤼노 델보넬
브뤼노 델보넬(프랑스어: Bruno Delbonnel, 1957년 ~ )은 프랑스의 영화 촬영 기사이다. 대표작으로 피터 보그다노비치 감독의 《캣츠》(2001), 장피에르 죄네 감독의 《아멜리에》(2001)와 《인게이지먼트》(2004), 데이비드 예이츠 감독의 《해리 포터와 혼혈 왕자》(2009), 코언 형제 감독의 《인사이드 르윈》(2013), 팀 버튼 감독의 《다크 섀도우》(2012), 《빅 아이즈》(2014), 《미스 페레그린과 이상한 아이들의 집》(2016) 등이 있다. 이중 《아멜리에》, 《인게이지먼트》, 《해리 포터와 혼혈 왕자》로 아카데미 촬영상 후보에 올랐으나 수상은 하지 못했다. 감독과 각본가로서도 활동한 적이 있다. 낭시 출신.

## 연출 작품 목록

### 영화
| 연도 | 제목                               | 원제                                        | 감독                | 비고                                                                      |
| ---- | ---------------------------------- | ------------------------------------------- | ------------------- | ------------------------------------------------------------------------- |
| 2001 | 캣츠                               | The Cat's Meow                              | 피터 보그다노비치   |                                                                           |
| 2001 | 아멜리에                           | Le Fabuleux Destin d'Amélie Poulain         | 장피에르 죄네       | 아카데미 촬영상 후보 영국 아카데미상 촬영상 후보 세자르상 촬영상 후보     |
| 2003 | 불순한 제안                        | Ni pour, ni contre (bien au contraire)      | 세드리크 클라피슈   |                                                                           |
| 2004 | 인게이지먼트                       | Un long dimanche de fiançailles             | 장피에르 죄네       | 세자르상 촬영상 수상 아카데미 촬영상 후보 새틀라이트상 촬영상 후보        |
| 2006 | 사랑해, 파리 中 튀일리             | Paris, je t'aime - Tuileries                | 코언 형제           |                                                                           |
| 2006 | 인퍼머스                           | Infamous                                    | 더글러스 맥그래스   |                                                                           |
| 2007 | 어크로스 더 유니버스               | Across the Universe                         | 줄리 테이머         | 새틀라이트상 촬영상 수상                                                  |
| 2009 | 해리 포터와 혼혈 왕자              | Harry Potter and the Half-Blood Prince      | 데이비드 예이츠     | 아카데미 촬영상 후보                                                      |
| 2011 | 파우스트                           | Faust                                       | 알렉산드르 소쿠로프 | 새틀라이트상 촬영상 수상 아카데미 촬영상 후보 영국 아카데미상 촬영상 후보 |
| 2012 | 다크 섀도우                        | Dark Shadows                                | 팀 버튼             |                                                                           |
| 2013 | 인사이드 르윈                      | Inside Llewyn Davis                         | 코언 형제           | 새틀라이트상 촬영상 수상                                                  |
| 2014 | 빅 아이즈                          | Big Eyes                                    | 팀 버튼             |                                                                           |
| 2014 | 프랑코포니아                       | Francofonia                                 | 알렉산드르 소쿠로프 |                                                                           |
| 2016 | 미스 페레그린과 이상한 아이들의 집 | Miss Peregrine's Home for Peculiar Children | 팀 버튼             |                                                                           |